# Alexandre Jordan
Pour les articles homonymes, voir Jordan.
Alexandre Jordan est un homme politique français né le 22 octobre 1800 à Die (Drôme) et décédé le 9 mai 1888.

## Biographie
Élève de l'école Polytechnique, il est ingénieur des ponts et chaussées et enseigne la métallurgie à l'école centrale des arts et manufactures. Il est élu représentant de Saône-et-Loire de 1871 à 1876, siégeant au centre-droit. 
Il est le père du mathématicien Camille Jordan, le neveu de Camille Jordan et le beau-frère du peintre Puvis de Chavannes.

## Source
- « Alexandre Jordan », dans Adolphe Robert et Gaston Cougny, Dictionnaire des parlementaires français, Edgar Bourloton, 1889-1891 [détail de l’édition]